# Фромборк (гмина)
Фромборк (пол. Frombork) — городско-сельская гмина (волость) в Польше, входит как административная единица в Браневский повят, Варминьско-Мазурское воеводство. Население — 3793 человека (на 2004 год).

## Демография
| Перепись                       | Всего   | Всего | Женщины | Женщины | Мужчины | Мужчины |
| ------------------------------ | ------- | ----- | ------- | ------- | ------- | ------- |
| Единицы                        | человек | %     | человек | %       | человек | %       |
| Население                      | 3793    | 100   | 1946    | 51,3    | 1847    | 48,7    |
| Плотность населения (чел./км²) | 30,1    | 30,1  | 15,5    | 15,5    | 14,7    | 14,7    |

## Сельские округа
1. Баранувка
2. Бедково
3. Богданы
4. Древново
5. Йендрыхово
6. Кшижево
7. Кшивец
8. Наруса
9. Ронина
10. Вельке-Вежно

## Соседние гмины
1. Гмина Бранево
2. Крыница-Морска
3. Гмина Млынары
4. Гмина Плоскиня
5. Гмина Толькмицко